# Иванов, Андрей Алексеевич (певец)
Андрей Алексеевич Иванов (укр. Андрій Олексійович Іванов; 30 ноября [13 декабря] 1900, Замостье, Люблинская губерния — 1 октября 1970, Москва) — советский оперный и камерный певец (баритон). Народный артист СССР (1944).

## Биография
Андрей Иванов родился 30 ноября (13 декабря) 1900 года в Замостье (ныне Замосць, в Польше).
В детстве пел в любительском детском хоре, организованным его отцом, учителем гимназии в Замостье Алексеем Афанасьевичем Ивановым. В 1914 году семья переехала в Киев.
В 1921—1924 годах обучался в Киевском Высшем кооперативном техникуме (ныне Киевский кооперативный институт бизнеса и права) и одновременно учился пению в частной студии Н. Н. Лунда, был статистом в Киевском театре оперы и балета.
В 1925 году был приглашён в Киевский музыкальный техникум (в 1934 году объединён с Высшем музыкально-драматическом институтом им. Н. Лысенко в Киевскую консерватория, ныне — «Национальная музыкальная академия Украины имени П. И. Чайковского) для подготовки и исполнения партии Онегина в выпускном спектакле Евгений Онегин» П. И. Чайковского. Успешное выступление в этом спектакле, зачтённое как дипломная работа, и успешное окончание оперного класса решили дальнейшую судьбу молодого певца, открыв ему путь на оперную сцену.
В 1925—1926 годах выступал в спектаклях Киевского передвижного оперного коллектива В. Ганфа. За год работы в нём подготовил 22 оперных партии.
В 1926—1928 годах — солист Азербайджанского театра оперы и балета им. М. Ф. Ахундова в Баку, в 1928—1931 — Одесского театра оперы и балета, в 1931—1934 — Свердловского театра оперы и балета (ныне Екатеринбург), в 1934—1949 — Киевского театра оперы и балета им. Т. Шевченко, в 1950—1956 — Большого театра в Москве.

Захоронение Андрея Иванова на Новодевичьем кладбище

Во время войны (1941—1944) был в эвакуации вместе с театром в Уфе, затем в Иркутске. Принимал участие в художественном обслуживании госпиталей и воинских частей, выезжал на фронт.
Его оперный репертуар, включая записи на радио, насчитывал до восьмидесяти партий.
Выступал и как концертный исполнитель, обладавший огромным репертуаром: романсы отечественных и зарубежных классиков, украинские народные песни, произведения советских композиторов.
Обладал красивым голосом мягкого бархатного тембра.
Участвовал в зарубежных гастролях: Чехословакия, ГДР, Австрия, Великобритания, Венгрия, Польша, Чехословакия.
Андрей Иванов умер 1 октября (по другим источникам — в сентябре) 1970 года в Москве. Урна с прахом захоронена в колумбарии Новодевичьего кладбища.

## Звания и награды
- Народный артист Украинской ССР
- Народный артист СССР (1944)
- Орден Трудового Красного Знамени (1948)
- Орден «Знак Почёта» (1951)
- Медаль «За доблестный труд в Великой Отечественной войне 1941—1945 гг.»
- Медали.

## Партии в операх
- «Князь Игорь» А. П. Бородина — Игорь Святославич
- «Царская невеста» Н. А. Римского-Корсакова — Григорий Грязной
- «Евгений Онегин» П. И. Чайковского — Онегин
- «Мазепа» П. И. Чайковского — Мазепа
- «Поднятая целина» И. И. Дзержинского — Нагульнов
- «Тарас Бульба» Н. В. Лысенко — Остап
- «Запорожец за Дунаем» С. С. Гулак-Артемовского — Султан
- «Щорс» Б. Н. Лятошинского — Щорс
- «Риголетто» Дж. Верди — Риголетто
- «Паяцы» Р. Леонкавалло — Сильвио
- «Демон» А. Г. Рубинштейна — Демон
- «Фауст» Ш. Гуно — Валентин
- «Аида» Дж. Верди — Амонасро
- «Лакме» Л. Делиба — Фредерик
- «Травиата» Дж. Верди — Жермон
- «Кармен» Ж. Бизе — Эскамильо
- «Богема» Дж. Пуччини — Марсель
- «Пиковая дама» П. И. Чайковского — Елецкий и Томский
- «Черевички» П. И. Чайковского — Светлейший
- «Садко» Н. А. Римского-Корсакова — Веденецкий (венецианский) гость
- «Снегурочка» Н. А. Римского-Корсакова — Мизгирь
- «Севильский цирюльник» Дж. Россини — Фигаро
- «Руслан и Людмила» М. И. Глинки — Руслан
- «Тоска» Дж. Пуччини — Скарпиа
- «Перекоп» Ю. С. Мейтуса, М. Д. Тица и В. П. Рыбальченко — Командарм
- «Шевченко» В. Я. Йориша — Шевченко
- «Бал-маскарад» Дж. Верди — Ренато

## Дискография

### Полные записи опер
Д. Верди «Риголетто» (партия Риголетто):
- 1947 — И. Козловский (Герцог ), И. Масленникова (Джильда), В. Гаврюшов (Спарафучилле), В. Борисенко (Маддалена), Н. Остроумова (Джованна), И. Петров (Граф Монтероне), И. Ионов (Марулло), В. Шевцов (Борса), Маслов (Граф Чепрано), О. Седых (Графиня Чепрано), Е. Грибова (Паж), К. Терёхин (Офицер).

Хор ГАБТ СССР, гос. симфонический оркестр СССР. Дирижёр — Самуил Самосуд.
П. И. Чайковский «Евгений Онегин» (партия Онегина)
- 1948 — И. Козловский (Ленский), Е. Кругликова (Татьяна), М. Максакова (Ольга), М. Рейзен (Гремин), Б. Амборская (Ларина).

Хор и оркестр Большого театра СССР. Дирижёр Александр Орлов.
П. И. Чайковский «Черевички» (партия Светлейшего)
- 1948 — Г. Нэлепп (Вакула), Е. Антонова (Солоха), Алексей Иванов (Чёрт), М. Михайлов (Чуб), Е. Кругликова (Оксана), С. Красовский (Голова), Ф. Годовкин (Панас), А. Перегудов (Школьный учитель), О. Инсарова (Екатерина II).

Хор и оркестр Большого театра СССР. Дирижёр Александр Мелик-Пашаев.
А. П. Бородин «Князь Игорь» (партия князя Игоря)
- 1951 — Е. Смоленская (Ярославна); С. Лемешев (Владимир Игоревич); А. Пирогов (князь Галицкий); М. Рейзен (Кончак); В. Борисенко (Кончаковна).

Хор и оркестр Большого театра СССР. Дирижёр Александр Мелик-Пашаев.

### Сборники
- 1970 — «Андрей Иванов (баритон). Арии и сцены из опер.»
- 1974 — «Искусство Андрея Иванова (баритон)» (3 пластинки)
- 1978 — «Андрей ИВАНОВ (баритон). Романсы русских композиторов.»

## Фильмография
- 1944 — «Черевички» (фильм-опера)